# Muscari stenanthum
Muscari stenanthum är en sparrisväxtart som beskrevs av Josef Franz Freyn. Muscari stenanthum ingår i släktet pärlhyacinter, och familjen sparrisväxter. Inga underarter finns listade i Catalogue of Life.